# Be My Love (阿部真央の曲)
『Be My Love』（ビー・マイ・ラブ）は、阿部真央の配信限定シングル。2020年8月12日に配信が開始された。

## 解説
前作『READY GO』から約4か月ぶりの配信限定シングルであり、朝日放送テレビドラマ+『僕らは恋がヘタすぎる』の主題歌。なお、主題歌決定は楽曲配信から約1か月後、ドラマの追加キャスト発表と同時に発表された。
ミュージックビデオは楽曲配信から2日後の8月14日に公開された。ミュージックビデオでは、飛沫感染対策を施した状態を表すかのように、阿部がビニールシートで顔を覆った状態で歌っている。

## 収録曲
1. Be My Love
作詞・作曲:阿部真央